# 食品の製造過程の管理の高度化に関する臨時措置法
食品の製造過程の管理の高度化に関する臨時措置法（しょくひんのせいぞうかていのかんりのこうどかにかんするりんじそちほう、平成10年5月8日法律第59号）は、食品の製造過程において、食品に起因する衛生上の危害の発生の防止と適正な品質の確保を図るため、その管理の高度化を促進する措置を講じ、もって公衆衛生の向上および増進に寄与するとともに、食品の製造または加工の事業の健全な発展に資することに関する法律である。

## 構成
- 第1章 - 総則（第1条-第2条）
- 第2章 - 製造過程の管理の高度化（第3条-第12条）
- 第3章 - 指定認定機関（第13条-第24条）
- 第4章 - 罰則（第25条-第26条）
- 附則